# So kakkoii 宇宙
『So kakkoii 宇宙』（ソー カッコイイ うちゅう、英語: So kakkoii Pluriverse）は、小沢健二の通算6作目のオリジナル・アルバム。2019年11月13日にVirgin Musicより発売された。
2006年発売の『Ecology of Everyday Life 毎日の環境学』以来13年ぶりのリリースで、ボーカル入りのオリジナル・アルバムは2002年の『Eclectic』以来17年ぶりとなる。

## 背景・リリース
2019年4月4日、ユニバーサルミュージックジャパンの公式YouTubeチャンネルで、前作より13年ぶりとなるアルバムをリリースすることを示唆する動画が公開された。動画には、東京都港区飯倉片町の風景や「2019 COMING (RELATIVELY) SOON」と書かれたネオンサインのほか、色とりどりの文字がランダムに釣り下げられた地下通路が登場し、地下通路に釣り下げられた文字を色ごとにまとめると「流動体」「神秘的」「フクロウ (オリジナル・バージョン)」「アルペジオ」「薫る」という単語が浮かびあがる仕掛けとなっている。動画で使用されている楽曲には、アイリッシュハープで市川実日子、コーラスでAwesome City ClubのPORINが参加している。
翌5日にアルバムのリリースが正式に発表され、同時にチャット企画を開催することを発表。このチャット企画内で公式Twitterアカウントの開設を発表した。
10月11日に13年ぶりとなるアルバムのタイトルが「So kakkoii 宇宙」であることと、前作以降に発売されたシングル曲や同日より配信が開始された「彗星」を含む全10曲が収録されることが発表された。同日には「彗星」の配信に合わせた予告映像が公開され、公式Instagramアカウントが開設された。なお、シングル『アルペジオ (きっと魔法のトンネルの先)』のカップリング曲「ラブリー、東京湾上屋形船Liveは雨」（小沢健二と満島ひかり）、4月4日に配信が開始された「強い気持ち・強い愛 (1995 DAT Mix)」は未収録となった。
アルバムのアートワークは小沢自らがAdobe Illustratorを駆使して制作。歌詞カードは歌詞をすべて銀箔で型押しした5枚のカード仕様になっており、ジャケットには表に小沢健二の長男・凛音、裏には小沢自らのモノクロ写真があしらわれている。
本作のリリース直前に当たる11月11日に新木場STUDIO COAST、11月12日にチームスマイル・豊洲PITで「飛ばせ湾岸 2 nights、guitar bass drums で So kakkoii 宇宙へ」が開催された。
2022年6月3日より神奈川、大阪、福岡、愛知、東京の5都市で、本作をひっさげた全国ツアー『So kakkoii 宇宙 Shows』と神戸にて少人数編成ライブ『飛ばせ湾岸神戸 guitar bass drums keys で So kakkoii 宇宙が』が開催された。

## チャート成績
2019年11月12日付のオリコンデイリーアルバムランキングで初登場4位を獲得し、11月13日付のオリコンデイリーアルバムランキングでは3位を獲得した。
2019年11月25日付のオリコン週間アルバムランキングでは19,139枚を売り上げ、初登場3位を獲得。
また、2019年11月度のオリコン月間アルバムランキングでは24,678枚を売り上げ、12位を獲得した。
2019年11月25日付のBillboard Japan Hot Albumsでは初登場3位を獲得した。

## 収録曲
斜体で書かれているものは、各収録曲の英題。シングル収録曲の詳細については、各項目を参照。
全曲 作詞・作曲：小沢健二
1. 彗星 Like a Comet [4:03]
  - 配信限定シングルで、本作からの先行シングル
2. 流動体について On Fluid [4:06]
  - 19thシングル
3. フクロウの声が聞こえる (魔法的オリジナル) I Hear an Owl (The Origin) [6:06]
  - 20thシングルのオリジナル・バージョン

シングルはSEKAI NO OWARIとのコラボ曲だったが、本作に収録のオリジナル・バージョンは小沢単独での歌唱となっている[26]。アレンジは2016年の全国ツアー「魔法的 Gターr ベasス Dラms キーeyズ」で披露した時のアレンジが元となっている。
4. 失敗がいっぱい What Didn't Kill Us [4:24]
5. いちごが染まる Strawberries Ripen [5:11]
2010年の全国ツアー「ひふみよ」で披露された楽曲のスタジオ音源。ライブ音源は、2014年発売の『我ら、時 通常版』に収録されている。
6. アルペジオ (きっと魔法のトンネルの先) Arpeggio (Through the Wondrous Tunnel) [3:38]
  - 21stシングル
  - キノフィルムズ / 木下グループ配給映画『リバーズ・エッジ』主題歌
7. 神秘的 Mystical [4:08]
  - 19thシングル『流動体について』のカップリング曲
8. 高い塔 The Tower (Ancient Future Keeps Changin') [6:03]
歌詞カードのタイトルには「高い塔とStardust」と明記されている。
9. シナモン (都市と家庭) Cinamon (Cities and Households) [3:30]
  - 20thシングル『フクロウの声が聞こえる』のカップリング曲
10. 薫る (労働と学業) Kaoru (Things To Come) [4:38]
歌詞の中にアルバムのタイトルである「So kakkoii 宇宙」が登場する。

## 演奏・制作
| 参加ミュージシャン - 小沢健二 - Vocal, Guitar & Drums - 白根佳尚 - Drums - 中村キタロー - Bass, Synth Bass - 紺野紗衣 - Bass - 土方隆行 - Guitar - 西村奈央 - Keyboard - 森俊之 - Keyboard - 中西康晴 - Keyboard - 木村誠 - Percussion - 及川浩志 - Percussion - 朝川朋之 - Harp - 小竹満里 - Classic Percussion - 奥村愛 - Strings Quartet - 山名玲奈 - Strings Quartet - 南かおり - Strings Quartet - 遠藤真理 - Strings Quartet - 伊藤彩 - Violin - 岡さおり - Viola - ルイス・バジェ - Horns - アンディ・ウルフ - Horns - 鍵和田道男 - Horns - タブゾンビ - Horns - 西村浩二 - Horns - 中川英二郎 - Horns - 山本拓夫 - Horns - 菅坡雅彦 - Horns - 工藤正和 - Horns - 野々下興一 - Horns - 竹野昌邦 - Horns - 鈴木圭 - Horns - 一十三十一 - Additional Vocals - PORIN - Additional Vocals - TARO SOUL - Additional Vocals - 真城めぐみ - Additional Vocals - 永積崇 - Additional Vocals - 服部隆之 - Strings & Horn Section Arranged & Conducted（＃6以外） - 室屋光一郎 - Strings & Horn Section Arranged & Conducted（＃6） - 二階堂ふみ - Voice - 吉沢亮 - Voice - 室屋光一郎ストリングス - Strings - 室屋光一郎、小寺里奈、石亀協子、相川麻里子、納富彩歌、申愛聖、沖祥子、東山加奈子、中村美香、入江茜、村田晃歌、松村宏樹、岡部憲、城戸喜代、ビルマン聡平、柳原有弥、あさいまり、戸島さや野、馬渕昌子、生野正樹、島岡智子、金孝珍、榎戸崇浩、松本由梨、堀沢真己、奥泉貴圭、田草川亮太、水野由紀 | スタッフ - Hamano Hiroyuki - Recording & Mix Engineer - 中里正男 - Mastering - 小沢健二 - Sleeve Design, Front Photo - 新津保建秀 - Back Photography - Shirayama Haruhisa - Stylist - UDA（Mekashi Project） - Make-up - Tada Keiko（Mod's Hair） - Hair Stylist |

## テレビ披露
シングル収録曲については、各項目を参照
薫る (労働と学業)
- 2019年11月16日放送 NHK総合『SONGS』[27]